# جورة بدران
جورة بدران هي قرية لبنانية من قرى قضاء كسروان في محافظة جبل لبنان. وتحيط بها قرى عزر وغبالة. وهي ترتفع نحو 1000 - 1160 متر عن سطح البحر.